# Верола
Верола — деревня в Суховском сельском поселении Кировского района Ленинградской области.

## История
Впервые упоминается в Писцовой книге Водской пятины 1500 года как деревня Вирола в Городенском погосте Ладожского уезда.
Затем деревня Вирола упоминается в Дозорной книге Водской пятины Корельской половины 1612 года.
Деревня Вирола обозначена на карте «Ладожское озеро и Финский залив с прилегающими местами» 1745 года.
На карте Санкт-Петербургской губернии 1792 года А. М. Вильбрехта она обозначена как село Вироля.
На карте Санкт-Петербургской губернии Ф. Ф. Шуберта 1834 года обозначен Погост Вырала и при нём усадьба Помещика Крыжановского. Крыжановский продал  Веролу вместе с мызой Максино (22 души) Михаилу Аполлоновичу Майкову.

ВЕРОЛА — село принадлежит полковнику Майкову, число жителей по ревизии: 11 м. п., 11 ж. п.; В оном:

Церковь каменная во имя Святого Николая Чудотворца (1838 год)

Село Вырала отмечено на карте профессора С. С. Куторги 1852 года.

СЕЛЬЦО ВЕРОЛЫ — мыза владельческая при реке Кобоне, число дворов — 3, число жителей: 3 м. п., 2 ж. п. (1862 год)

Согласно материалам по статистике народного хозяйства Новоладожского уезда 1891 года сельцо Веролы площадью 3361 десятина принадлежало статскому советнику П. М. Майкову. Мельница с хозяйственными постройками сдавалась им в аренду.
В конце XIX века деревня административно относилась к Гавсарской волости 1-го стана Новоладожского уезда Санкт-Петербургской губернии, в начале XX века — 4-го стана.
По данным «Памятной книжки Санкт-Петербургской губернии» за 1905 год в Лемосарском сельском обществе Гавсарской волости находилась деревня Верольский-Погост и усадьба Верола господина Майкова, в которой тайный советник Пётр Михайлович Майков владел 1964 десятинами земли.
Согласно военно-топографической карте Петроградской и Новгородской губерний издания 1915 года деревня называлась Погост Вырала. В деревне обозначены мыза и церковь.
Согласно данным переписи населения СССР 1926 года на хуторах Верола  Выставского сельсовета Шумской волости Волховского уезда проживали 13 человек — все русские.

Земли деревни Верола на карте 1941 года

Согласно топографической карте РККА 1941 года в Вероле находились церковь и школа.
По данным 1966 и 1973 годов деревня Верола находилась в подчинении Выставского сельсовета Волховского района.
По данным 1990 года деревня Верола входила в состав Суховского сельсовета Кировского района.
В 1997 году в деревне Верола Суховской волости не было постоянного населения, в 2002 году — проживали 2 человека (все русские).
В 2007 году в деревне Верола Суховского СП проживали 3 человека.

## География
Деревня расположена в северо-восточной части района на автодороге 41К-123 (Лаврово — Кобона — Сухое), к северо-западу от центра поселения, деревни Сухое.
Расстояние до административного центра поселения — 1 км.
Расстояние до ближайшей железнодорожной станции Войбокало — 20 км.
Деревня находится на левом берегу реки Кобона.

## Демография
| 1862 | 2007 | 2010 | 2017 |
| ---- | ---- | ---- | ---- |
| 22   | ↘3   | →3   | →3   |

## Достопримечательности
- Церковь Святителя и Чудотворца Николая.

Первая деревянная церковь была построена около 1750 года, но вскоре сгорела. В 1759 году на её место была перевезена деревянная Введенская церковь из усадьбы Стуглева Ильинского прихода и освящена 27 сентября 1759 года. К 1845 году храм обветшал и был разобран.
Каменная церковь построена в 1838 году помещиком генерал-лейтенантом Максимом Константиновичем Крыжановским, достраивал её помещик полковник Михаил Аполлонович Майков по проекту архитектора Д. И. Висконти. Освящена 24 сентября 1838 года.
К церкви были приписаны 6 часовен. В 1899 году в приходе состояли: село Верола, деревни Сухое, Лемосарь, Митола, Выстав, Бор, Мостовая, Колосарь, Маруя (284 двора, 699 мужчин, 711 женщин).
В настоящее время руинирована.